# Sydney Express
Die Sydney Express der Reederei Hapag-Lloyd war 1970 eines der größten Containerschiffe der Welt. Das Schiff konnte insgesamt 1.507 TEU befördern, davon 100 Kühlcontainer.

## Geschichte

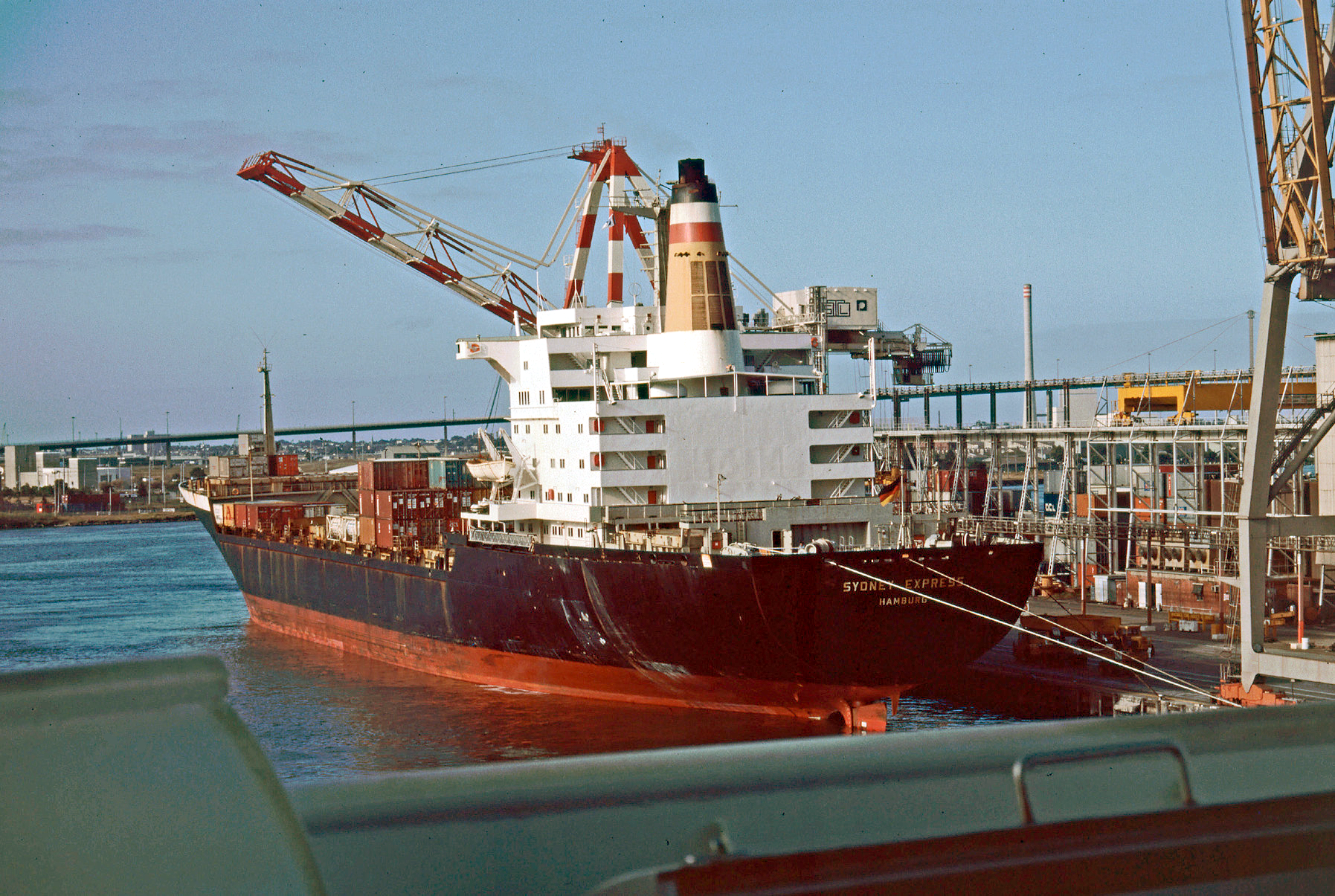
Heckansicht der Sydney Express

Blohm + Voss baute die Sydney Express im Auftrag der HAPAG nach den bei Konstruktion und Bau der Moreton Bay, einem Schiff der Encounter Bay-Klasse, gesammelten Erfahrungen. Die Sydney Express verfügte über Stellplätze für 1.507 TEU, davon 100 für Kühlcontainer (Porthole-System). Zwei Schwesterschiffe der Sydney Express entstanden für Partnerreedereien nach Blohm + Voss-Plänen auf anderen Werften. Es waren die Lloydiana, die für die italienische Reederei Lloyd Triestino bei der Werft Italcantieri gebaut wurde und die Abel Tasman, welche bei der Werft Van der Giessen-De Noord von der Reederei Vereenigde Nederlandsche Scheepvaart Maatschappij geordert und 1971 an Koninklijke Nedlloyd abgeliefert wurde.
Der Norddeutsche Lloyd hatte mit der Melbourne Express im selben Jahr ein sehr ähnlich konzipiertes Schiff beim Bremer Vulkan bestellt, das über knapp 20 Stellplätze mehr verfügte.
Im Oktober 1969 schlossen sich die folgenden sieben Reedereien zusammen, um unter dem Namen Australia Europe Container Service (AECS) einen gemeinsamen Containerdienst aufzubauen. Die AECS-Partner waren:
- Associated Container Transportation (ACT), London
- Australian National Line (ALN), Melbourne
- Compagnie Messageries Maritimes, Paris.
- Hapag-Lloyd AG, Hamburg/Bremen
- Koninklijke Nedlloyd N.V., Rotterdam
- Lloyd Triestino, Triest
- Overseas Containers Limited (OCL), London

Mit der größten Organisation, die bis dahin jemals in der Schifffahrt bestanden hatte, wurde die rationelle Abwicklung des sich international gerade entwickelnden Containerverkehrs gesichert. Insgesamt 14 Containerschiffe der zweiten Generation mit schiffsfesten Kältesystemen zur Versorgung der Porthole-Kühlcontainer ermöglichten eine optimale 10-tägige Abfahrtsdichte. Sie lösten die bisherigen Stückgutfrachter ab, die aufgrund des hohen Kühlladungsanteils mit zusätzlichen Kühlräumen ausgestattet waren. Hapag-Lloyd brachte die Sydney Express und die Melbourne Express in diesen Dienst ein. Die erste AECS-Abfahrt wurde mit der Melbourne Express ab Tilbury (1.100 Container) und am 12. September 1970 ab Hamburg (320 Container) geboten. Sieben Jahre später (1977) folgte auch der Anschluss Neuseelands an den Vollcontainerdienst, so dass dieser zum Australia New Zealand Europe Container Service (ANZECS) erweitert wurde.
Die Reederei Hapag-Lloyd setzte das Schiff später auf anderen Routen ein und benannte es in Canada Express um. Später veräußerte sie das Schiff an die Schweizer Mediterranean Shipping Company, die es bis zu seinem Abbruch im Jahr 1997 als MSC Brianna betrieb.

## Technik

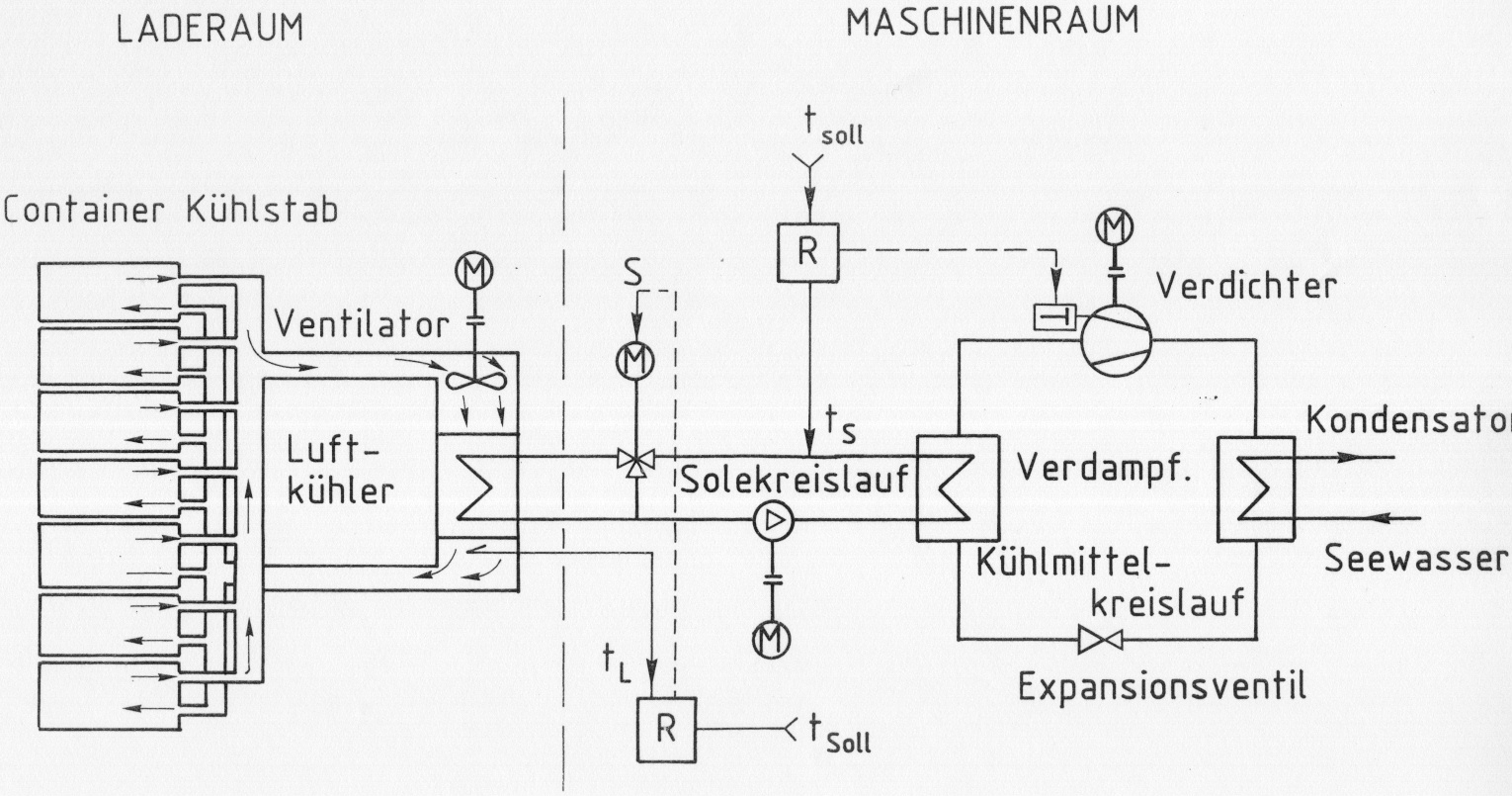
Schiffsfeste Kälteanlage und Solesystem zur Versorgung der Porthole-Kühlcontainer

Wichtigstes Merkmal war die schiffsfeste  Kälteanlage und Solesystem zur Versorgung der Porthole-Kühlcontainer. Die länderübergreifende Einigung auf das Porthole-System der 20-Fuß Kühlcontainer mit einheitlichen Öffnungen für die an der Stirnseite befindliche Kaltluftein- und Austritte ermöglichte den unabhängigen Transport der Kühlcontainer auf allen Schiffe der jeweiligen Reedereien. Ein weiteres herausragendes technisches Merkmal waren die Siemens-Elektrofin-Stabilisatoren zur Dämpfung der Rollbewegungen.

## Trivia
Als das elegante Schiff nach seiner Fertigstellung, erfolgreichen Probefahrt und Ablieferung an die Reederei an der Hamburger Überseebrücke zur Begrüßung freigegeben wurde, drängten nicht weniger als 25.000 Menschen an Bord. Nach Angaben der Hapag-Lloyd und der Wasserschutzpolizei die größte Menschenmenge, die jemals im Hamburger Hafen an Bord eines Schiffes gezählt wurde.